# Välkommen till Pleasantville
Välkommen till Pleasantville (engelska: Pleasantville) är en amerikansk dramakomedifilm från 1998, skriven och regisserad av Gary Ross.

## Handling
När David (Tobey Maguire) och hans syster Jennifer (Reese Witherspoon) slåss om fjärrkontrollen råkar de hamna i en såpopera från 1950-talet. I Pleasantville är allt svartvitt, alla är lyckliga och alla har sin givna plats. Tills allting en dag förändras.

## Rollista
- Tobey Maguire – David / Bud Parker
- Reese Witherspoon – Jennifer / Mary Sue Parker
- Jeff Daniels – Bill Johnson
- Joan Allen – Betty Parker
- William H. Macy – George Parker
- J.T. Walsh – Bob "Big Bob"
- Paul Walker – Skip Martin
- Marley Shelton – Margaret Henderson
- Giuseppe Andrews – Howard
- Jenny Lewis – Christin
- Marissa Ribisi – Kimmy
- Jane Kaczmarek – Davids och Jennifers mor
- Don Knotts – tv-reparatören
- Kevin Connors – den riktiga Bud Parker
- Natalie Ramsey – den riktiga Mary Sue Parker
- Maggie Lawson – Lisa Anne